# Христофор (Ракиндзакис)
Епи́скоп Христофо́р Ракиндза́кис (греч. Επίσκοπος Χριστοφόρος Ρακιντζάκης; 1 мая 1931, Афины — 14 февраля 2020, Левадия) — архиерей Константинопольской православной церкви, епископ Андидский (1999—2020), викарий Торонтской митрополии.

## Биография
Родился 1 мая 1931 года в Афинах, в Греции. В 1953 году окончил богословский и философский факультеты Афинского университета. Получил степень магистра в Бирмингемском университете в Великобритании. Он также служил два года качестве резервного артиллерийского офицера в Греческой армии.
В 1975 году защитил магистерскую диссертацию по византийской истории в Бирмингеме.
Был пострижен в монашество в монастыре Осиос-Лукас и 11 июля 1986 года митрополитом Фивским и Левадиским Иеронимом (Лиаписом) был рукоположён в сан иеродиакона, а 12 июля того же года — в сан иеромонаха.
С сентября 1997 года по июнь 1999 года архимандрит Христофора служил приходским священником в греческой православной церкви Святого Георгия в Торонто.
В 1998 году стал деканом открытой тогда же Торонтской православной духовной академии. Прослужил на этой должности в 2006 году.
10 июня 1999 года Священный Синод Константинопольского Патриархата избрал его в викарием Торонтской митрополии с титулом «Андидский».
26 июня 1999 года был рукоположен в сан епископа Андидского, викария Торонтской митрополии. Хиротонию совершили: митрополит Дарданелльский и Сан-Францисский Антоний (Георгианнакис), митрполит Энский Максим (Айоргусис), епископ Торонтский Георгий (Калищук) (Украинская православная церковь в Канаде), хорепископом Тримифунтский Василий (Караяннис) (Кипрская православная церковь).
Был представителем Патриарха Константинопольского Варфоломея на Чрезвычайном соборе УПЦ в Канаде, состоявшемся 22-24 августа 2008 в Саскатуне.
В 2017 году был уволен на покой и последние годы проживал в Греции.
Скончался 14 февраля 2020 года. Прощание с почившим состоялось в кафедральном соборе города Левадия, а погребение в монастыре святого Луки.